# ESET
ESET ist ein Unternehmen für Sicherheitssoftware, das 1992 in Bratislava (Slowakei) gegründet wurde. Es befindet sich in Privatbesitz und hat Niederlassungen in mehr als 200 Ländern. Die Distribution von ESET-Produkten in Deutschland, Österreich und der Schweiz wird von der ESET Deutschland GmbH in Jena wahrgenommen.

## Geschichte

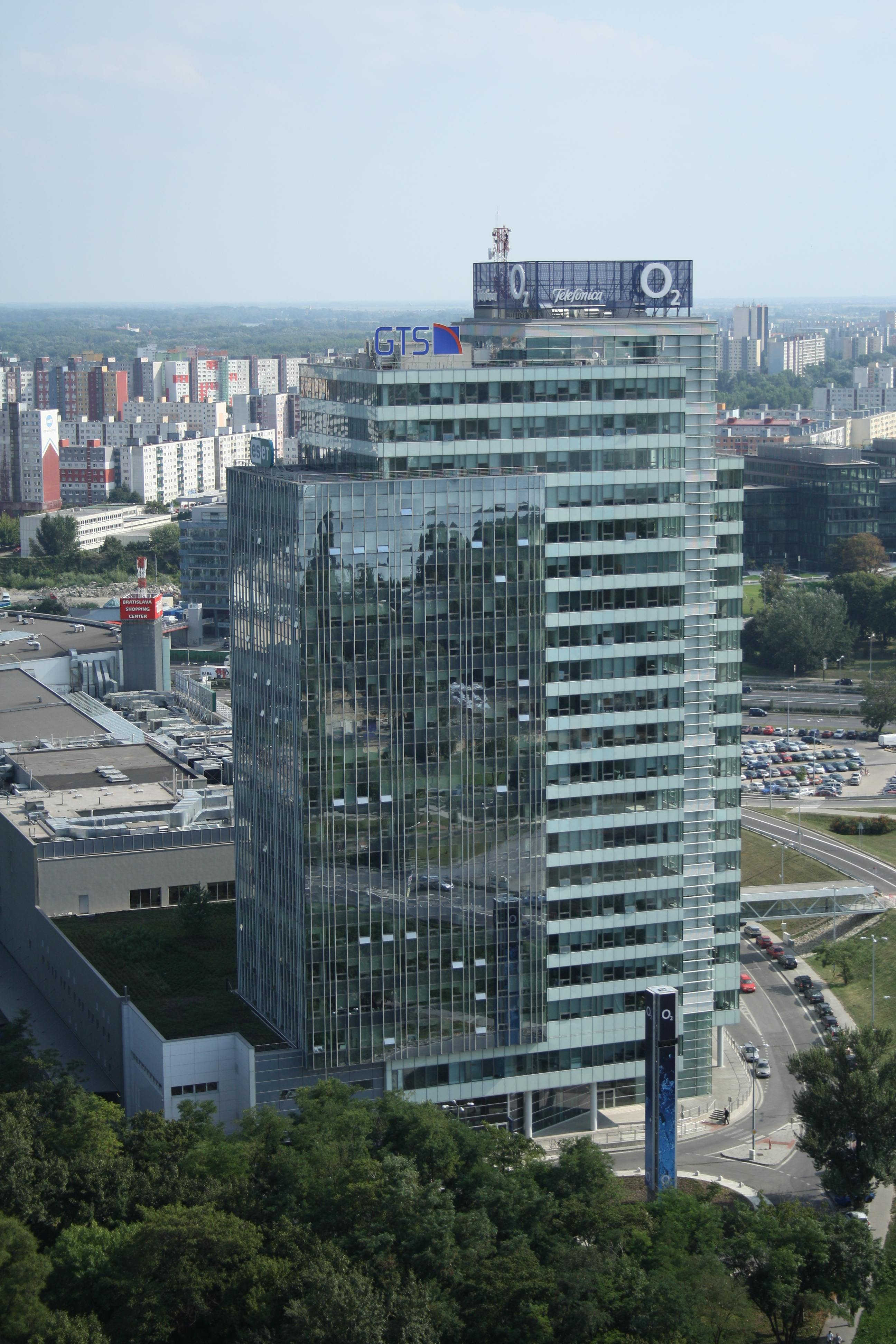
Hauptsitz im Aupark Tower

Die beiden Programmierer Peter Paško und Miroslav Trnka schrieben ihr erstes Erkennungsprogramm für Computerviren im Jahr 1987. Fünf Jahre später erfolgte zusammen mit Rudolf Hrubý die Gründung der ESET s.r.o. in Bratislava. Die Firmenbezeichnung lehnt sich an den Namen der ägyptischen Göttin Isis an. ESETs erstes Produkt war das Antivirenprogramm NOD für DOS. Im Jahr 1998 kam mit NOD32 v1.0 die erste Version für Windows auf den Markt und erhielt im selben Jahr eine erste Auszeichnung des britischen Magazins Virus Bulletins. 2007 wurde das Angebot mit der ESET Internet Security um eine komplette Sicherheitssuite mit Antivirus, Antispam, Firewall und einem Diebstahl-Schutz ergänzt.
1999 wurde in San Diego die erste Auslandsniederlassung eröffnet. Es folgten weitere Geschäftsstellen in Prag (2001), Buenos Aires (2004), Krakau (2008), Singapur (2010). 2011 wurde die zweite slowakische Filiale in Košice eröffnet und ein Jahr später eine Zweigstelle auf dem Campus der École polytechnique de Montréal in Kanada. ESET wurde 2008, 2009, 2010, 2016, 2017 und 2018 zum erfolgreichsten Unternehmen in der Slowakei gekürt. Im Februar 2015 wurde in Zusammenarbeit mit der Slowakischen Technischen Universität und der Comenius-Universität ein Zentrum für Cybersicherheit in Bratislava eingerichtet. Darüber hinaus bestehen derzeit Zweigstellen im irischen Wexford sowie in Bristol und Moskau. ESETs Hauptniederlassung befindet sich heute im Aupark Tower in Bratislava-Petržalka.

## Produkte zur IT-Sicherheit

### Allgemein
ESET-Produkte unterstützen sowohl die 32-Bit- als auch 64-Bit-Versionen der Windows-Betriebssysteme von Windows 7 Service-Pack 1 bis Windows 10 inkl. der Servervarianten. Mit älteren Windows-Versionen (Windows NT 4.0) kann somit nur Version 2 von NOD32 eingesetzt werden. Außerdem gab bzw. gibt es auch Programmversionen für Android, BSD, Linux, macOS, Novell NetWare, Solaris, Symbian und Windows Mobile (bis V6.5).
Die Scanning-Engine ThreatSense macht intensiven Gebrauch von generischen Signaturen und heuristischen Methoden.
Außerdem ist in den ESET-Produkten zusätzlich eine Online-Prüfung namens LiveGrid integriert, die Dateien und Prozesse anhand einer Online-Datenbank, die von Benutzern von ESET-Software in Echtzeit aktualisiert wird, prüft. Diese Funktion kann vollständig oder teilweise deaktiviert werden. Die Anti-Stealth-Technik wird benutzt, um Rootkits aufzuspüren.
Seit August 2007 bietet ESET auf seiner Internetseite einen kostenlosen Online-Virenscanner an. Dieser untersucht den Computer mittels ActiveX auf Viren und andere Schädlinge. Basierend auf diesem Online-Scanner, wurde Ende 2014 ein Scanner für Facebook veröffentlicht, der u. a. verdächtige Aktivitäten von Facebook-Nutzern erkannte und diesen die Möglichkeit bot, ihr Profil vom ESET-Online-Scanner für Facebook überprüfen zu lassen. Dieses Anti-Malware-Verfahren wurde später direkt in Facebook integriert.
Unabhängig davon bot ESET auch einen Social Media Scanner an, der die Profile von Twitter- oder Facebook-Nutzern, die diesem Dienst den Zugriff auf ihr Profil geben, nach Links zu Schadsoftware scannt und je nach Einstellung beispielsweise per E-Mail, Sofortnachricht oder Tweet darüber informierte. Dieser Dienst wurde im August 2020 eingestellt.
ESET bietet eine Rettungs-CD für Windows-Betriebssysteme im ISO-Format an. Diese basiert auf Ubuntu und kann kostenlos heruntergeladen und genutzt werden – auch auf einem USB-Stick. Ein nutzerfreundliches Windows-Programm zum Erstellen des bootfähigen Datenträgers ist online verfügbar, sodass kein separates Brennprogramm oder Kenntnisse zur Verwendung von ISO-Dateien erforderlich sind, um den Datenträger zu erstellen. Wird vom erstellten Datenträger gebootet, kann der Computer auf Schadsoftware untersucht werden, ohne dass das installierte Betriebssystem und darauf installierte Programme – inklusive möglicherweise vorhandener Schadsoftware – geladen werden müssen.
Der ESET SysInspector ist ein diagnostisches Hilfsprogramm für Windows, das erlaubt, tiefgehende Analysen des Betriebssystems, inklusive ausgeführter Prozesse, Registrierungseinträge, Autostart-Einträge, Netzwerkverbindungen und mehr durchzuführen. SysInspector Logs sind XML-Dateien und können entweder selber analysiert werden oder an andere Personen zur Analyse übermittelt werden. Eine Log-Datei kann mit einem Business-Produkt als Service-Script gespeichert werden, um vorher definierte Objekte vom Computer zu entfernen. Diese Entfernung kann auch auf Produkten mit Heimanwender-Software oder mit der Version von der Webseite durchgeführt werden.
Außerdem bietet ESET kostenlos verfügbare „Cleaner“ und andere Dienstprogramme an, z. B. zum Entfernen von schwer zu entfernender Schadsoftware. Seit dem Jahr 2017 arbeitet ESET auch zusammen mit Google Inc. an der Software Chrome Cleanup für die Integration in Google Chrome.

### Produkte für Mobilgeräte
ESET Mobile Antivirus zielte auf den Schutz von Smartphones vor Viren, Spyware, Adware, Trojanischen Pferden („Trojaner“), Würmern, Rootkits und anderer unerwünschter Software ab. Es bot außerdem einen Antispam-Filter für SMS-Messaging an. Versionen für Windows Mobile und Symbian OS waren ebenso verfügbar. ESET stellte ESET Mobile Antivirus im Januar 2011 ein und bot ESET Mobile Security als freies Upgrade für lizenzierte Nutzer von ESET Mobile Antivirus an. Das Programm wurde bereits am 2. September 2010 für Windows Mobile und Symbian OS veröffentlicht, während eine offene Beta-Version bereits am 22. April 2010 verfügbar war. Die Version für Android-Geräte erschien am 16. Dezember 2011. Die ESET Mobile Security App bietet eine Anti-Malware- und eine Antispam-Funktion und ergänzt das Vorgänger-Produkt um Diebstahlsicherungen („Anti-Theft“), wie beispielsweise SIM-Sperren („Sim Locking“) und Fernlöschen („Remote Wipe“), eine Firewall usw. ESET Mobile ist für Android und somit auch für Tablets sowohl für Heim- als auch Firmen-Nutzung verfügbar.
Am 8. Oktober 2012 brachte ESET eine zusätzliche App auf den Markt, um das USSD-Sicherheitsleck von Smartphones zu schließen. Seit Ende 2014 wird auch eine „Mobile Security und Antivirus“-App für Android angeboten. Sie ist kostenlos erhältlich, wobei die Vollversion sowohl bei Google Play als auch auf der Hersteller-Webseite und im Amazon Appstore gekauft werden kann. Sie enthält Funktionen wie einen Malware-Scan, einen Diebstahlschutz, einen Anruf- und SMS-Blocker einen Phishing-Schutz und eine Möglichkeit, sicherheitsrelevante Einstellungen und Berechtigungen von installierten Apps zu überprüfen. In einem Vergleich der Stiftung Warentest wurde die Android-App 2016 und 2018 Testsieger.

### Business-Produkte
Für Anwender im Geschäftsbereich bietet ESET verschiedene Sicherheitspakete an, die mehrere Einzelanwendungen verknüpfen. Die beiden Hauptprodukte sind Endpoint Antivirus und Endpoint Security.
Am 10. März 2010 brachte ESET Mail Security für Microsoft Exchange Server heraus, das die beiden Antimalware- und Antispam-Module enthielt. Die aktuelle Version 6 unterstützt Microsoft Exchange 2003, 2007, 2010 und 2013.
Am 1. Juni 2010 wurde der erste ESET File Security-Produktanwärter für Microsoft Windows Server v4.3 für die Öffentlichkeit zugänglich gemacht. Dieses Programm basiert auf der Business-Version von NOD32 Antivirus für Microsoft Server-Betriebssysteme und bietet eine verbesserte Benutzeroberfläche, automatische Exklusionen für kritische Verzeichnisse und Daten sowie unspezifische Optimierungen für Arbeitsvorgänge auf den Servern. Beide Anwendungen sind wie ESET Gateway Security ebenso für Linux erhältlich.
Für Microsoft SharePoint sowie auf Kerio basierende Systeme steht  ESET Security zur Verfügung. Zusätzlich sind die Anwendungen ESET Secure Authentication für Windows Server und ESET Endpoint Encryption (vormals DESlock+) verfügbar, die sichere Anmelde- bzw. Verschlüsselungsprozesse bieten. Die Central Management Console ESET  Security Management Center (vormals ESET Remote Administrator) erlaubt Netzwerk-Administratoren, andere Business-Produkte von ESET über das Firmen-Netzwerk zu steuern und zu verwalten.
In den letzten Jahren wurde das Portfolio um Endpoint Detection & Response-Lösungen (ESET Dynamic Threat Defense, „ESET Inspect“ - auch als Cloudvariante), sowie Produkte zur Lizenzverwaltung und für Managed Service Provider (MSP), gefolgt von RMM-, PSA-, DEM-Tools erweitert.

### Produkte für Heimanwender
| Produkt                     | Kategorie                                                                   |
| --------------------------- | --------------------------------------------------------------------------- |
| NOD32 Antivirus             | Antivirenprogramm für Windows-Systeme                                       |
| Internet Security           | Sicherheitssuite für Windows-Systeme                                        |
| Smart Security Premium      | Erweiterte Sicherheitssuite für Windows-Systeme                             |
| Cyber Security              | Antivirenprogramm für Apple-Systeme                                         |
| Cyber Security Pro          | Sicherheitssuite für Apple-Systeme                                          |
| NOD32 Antivirus für Linux   | Antivirenprogramm für Linux-Systeme                                         |
| Mobile Security & Antivirus | Sicherheitssuite für mobile Geräte mit Android, Symbian oder Windows Mobile |
| Smart TV                    | Malware-Schutz für Android Smart TVs                                        |
| Parental Control            | Kindersicherung für Android-Geräte                                          |

## Sonstiges
Seit August 2019 ist ESET offizieller Champion Partner von Borussia Dortmund. Das Sponsoring- und Kooperationsengagement ist langfristig ausgelegt und erstreckt sich über die nächsten drei Bundesliga-Saisons.
Beim niederländischen Fußballverein Sparta Rotterdam tritt ESET ab 2015 als Co-Sponsor auf.